# Hans Hoff
Hans Harald Hoff, född 9 april 1963 i Högby församling i Kalmar län, är en svensk politiker (socialdemokrat), som sedan 1999 är ordinarie riksdagsledamot (dessförinnan ersättare från 1995). Han är invald för Hallands läns valkrets.
Hoff är sedan 2018 ledamot i kulturutskottet och sedan 2014 ledamot i Riksbanksfullmäktige. Sedan 2018 är han suppleant i justitieutskottet och sedan mars 2020 är han suppleant i arbetsmarknadsutskottet, civilutskottet, finansutskottet, miljö- och jordbruksutskottet, näringsutskottet, socialförsäkringsutskottet, skatteutskottet, socialutskottet, trafikutskottet, utbildningsutskottet och EU-nämnden.
2019–2021 var han ledamot i riksdagens ansvarsnämnd och 2016–2018 ersättare i densamma. 2014–2018 var han ledamot i socialutskottet och 2010–2014 var han ledamot i konstitutionsutskottet och ledamotsrådet samt ersättare i Riksdagsstyrelsen. 2002–2010 var han ledamot i finansutskottet, efter att 1999–2002 ha varit suppleant i detsamma. 1997–1998 var han suppleant i näringsutskottet och 1995–1998 suppleant i trafikutskottet. Han var ledamot i Riksdagens delegation till Interparlamentariska unionen från den 19 december 2002 till den 3 september 2003 samt ledamot i styrelsen för Stiftelsen Riksbankens jubileumsfond från den 1 november 2004 till den 2 oktober 2006 och dessförinnan från den 22 november 2001 suppleant i densamma.
Hoff har tidigare varit industriarbetare (till 1993) och innan han blev invald som ordinarie ledamot i riksdagen 1999 var han ombudsman för Socialdemokraterna i Halland. Han satt i Falkenbergs kommunfullmäktig 1998–1999 och var ersättare i kommunstyrelsen 1999. 2003–2019 var han ordförande för Hallands socialdemokrater. 2001–2004 var han ersättare och 2005–2019 ledamot i Socialdemokraternas partistyrelse.
Inför riksdagsvalet 2022 har Hoff valt att inte kandidera för omval till riksdagen.